# 最明寺 (神奈川県大井町)

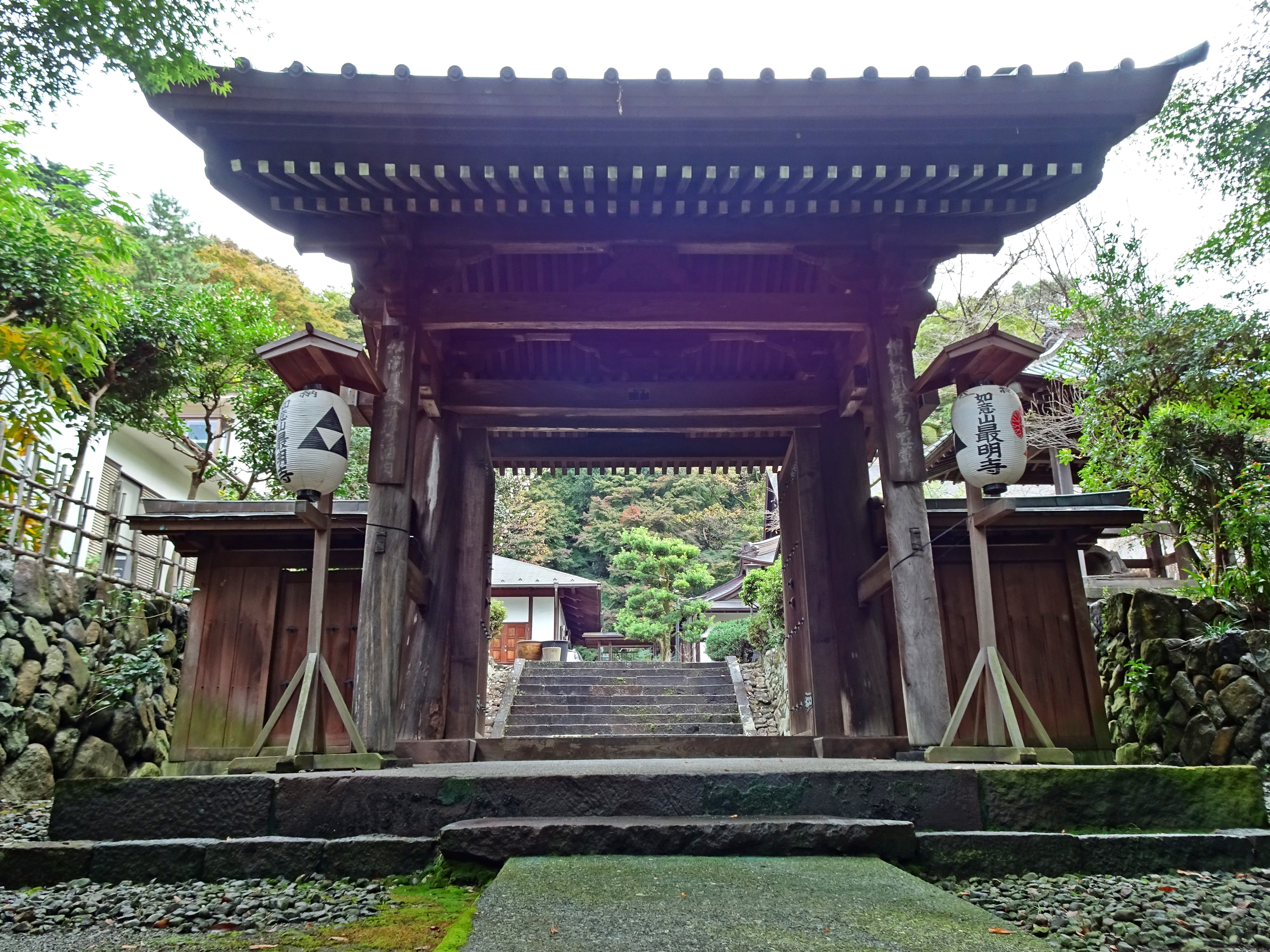
最明寺山門

最明寺（さいみょうじ）は、神奈川県足柄上郡大井町にある東寺真言宗の寺院。

## 歴史
1221年（承久3年）、浄蓮上人源延によって開山された。浄蓮上人源延は、ある日霊夢を見て、善光寺式阿弥陀三尊を模写して仏像を製作し、現在の松田町にある庶子山（現・最明寺史跡公園）に寺を創建した。
その後、鎌倉幕府執権北条時頼より土地の寄進があり、大いに寺運興隆した。
しかし応仁の乱などの戦乱により、寺は徐々に衰退した。文明年間（1469年 - 1487年）、庶子山は山奥で交通の便が悪いことから、現在地に移転した。
当寺には、『往生要集』の最古の写本が残されており、国の重要文化財に指定されている。

## 文化財
- 往生要集〈上中下〉（重要文化財 平成元年6月12日指定）[4]

## 交通アクセス
- 相模金子駅より徒歩15分。